# 窓辺にて
『窓辺にて』（まどべにて）は、2022年11月4日に公開された日本映画。監督・脚本は今泉力哉、主演は稲垣吾郎。
等身大の恋愛模様に加えて、「好きという感情そのもの」について深く掘り下げられている。

## あらすじ
市川茂巳は小説家だったが、昔の恋人について書いた作品を最後とし、以降はフリーライターとして活動している。文学賞を授賞した女子高生作家の久保留亜に記者会見で的確な質問を発して好意を持たれる。受賞作のモデルを知りたがる茂巳を、留亜は彼氏の優二に引き合わせたが、彼は軽薄で凡庸な若者だった。
プロスポーツ選手の有坂正嗣は、茂巳とは家族ぐるみで交際する仲だが、現在は怪我のリハビリ中だった。有坂は浮気相手のタレント・なつ に引退の意思を漏らす。有坂が妻より先に自分に話した事を喜ぶなつだが、秘密の愛人関係は彼女にとって重荷だった。
茂巳の妻で編集者の紗衣は、売れっ子小説家である荒川円を担当し、身体の関係も持っていた。荒川は作家として行き詰まり、茂巳こそ書くべき題材を持っていると、小説を書かない茂巳に苛立つ。
留亜は伯父のカワナベを茂巳に紹介する。彼も小説のモデルの一人で、山奥のロッジで隠者のように一人暮らしをしていた。留亜の父親と共にテレビ番組を制作していたが、多忙すぎて身体を壊しリタイアしたと語るカワナベ。留亜の父親は「やらせ疑惑」で心を病み失踪したという。茂巳は、実は妻の浮気に気づいていると打ち明ける。しかし怒りなどの感情が湧かない茂巳は、そんな自分にショックを受けていた。
妻の浮気について有坂夫妻に相談する茂巳。有坂の妻・ゆきのは怒りが湧かないという茂巳に腹を立て、紗衣が可愛そうだと茂巳を追い返し、後日、逆に茂巳夫妻に相談に来る。彼女は夫の不倫に気づいたが、夫を愛し、知らない振りで通していたのだ。茂巳は適切なアドバイスはできなかったが、感情を吐露するゆきのを羨ましく感じる。
自宅で荒川の小説について話すうちに、茂巳が浮気に気づいていることを知り、静観していたことを責める紗衣。茂巳は自分には、誰かを好きだという気持ちが無いと打ち明け、自分が人を苦しませる存在ならば、せめて別れることで役に立とうと、役所で離婚届けの用紙を受け取る。留亜は、そんな茂巳を呼びつけ、彼氏から別れを切り出されたと愚痴る。
翌朝まで留亜のトランプ遊びに付き合った後、荒川に呼び出される茂巳。紗衣と話した後の二日間で書いたという新作の小説を茂巳に差し出し、編集者であり妻である紗衣は、茂巳に小説を書いて欲しかったのだと話す荒川。紗衣との時間について、荒川が書いたのだと察する茂巳。書いた結果、「彼女が『過去』になった」と悔む表情の荒川。荒川は紗衣との時間を小説に書かなかったのは、過去にしないための茂巳の優しさだったと語る。
茂巳は有坂夫妻を証人に、離婚届けに署名する。茂巳は役所に届けを提出したかは不明のまま、喫茶店で優二と話す。優二は久々に会った留亜から荒川の最新作を読めと渡されたが、留亜の真意が分からないと茂巳に相談する。やり直したいのだろうと茂巳に言われ、嬉しそうな優二によると、小説のヒロインは最後まで、怒りの感情が湧かない男が好きなのだという。

## キャスト

### 主要人物
市川茂巳（いちかわ しげみ）〈45〉
演 - 稲垣吾郎
フリーライター。過去に唯一『STANDARDS』という小説を執筆している。
妻の浮気を知りながら怒りを感じないことにショックを受け、考え込んでいる。
市川紗衣（いちかわ さい）〈37〉
演 - 中村ゆり
茂巳の妻であり、編集者。茂巳がその後小説を書かないことを気にしている。
久保留亜（くぼ るあ）〈17〉
演 - 玉城ティナ
高校生作家。『ラ･フランス』で「吉田十三賞」を受賞。
受賞会見で作品を読んだ上で質問した茂巳に好感を持ち、彼と親しくなる。
有坂正嗣 / マサ〈33〉
演 - 若葉竜也
茂巳の友人。プロスポーツ選手だが、現在リハビリ中。

### 紗衣の関係者
荒川円（あらかわ えん)〈33〉
演 - 佐々木詩音
紗衣の担当の人気小説家。紗衣の不倫相手。
三輪ハル〈66〉
演 - 松金よね子
紗衣の母親。一人暮らしを案じた茂巳がよく訪れる。

### 留亜の関係者
水木優二（みずき ゆうじ)〈21〉
演 -  倉悠貴
留亜の彼氏。『ラ･フランス』のモデルの一人。留亜が茂巳に紹介する。
カワナベ
演 - 斉藤陽一郎
留亜の伯父。山の小屋で暮らしている。弟（留亜の父）とともにテレビ関係の仕事をしていた。
やらせ疑惑で心を病み、失踪してしまった弟の代わりに何かと留亜を気にかけている。

### マサの関係者
有坂ゆきの（ありさか ゆきの）〈30〉
演 - 志田未来
マサの妻。
有坂景（ありさか けい）〈4〉
演 - 松本紗瑛
マサとゆきのの子供。
藤沢なつ（ふじさわ なつ)〈24〉
演 -  穂志もえか
モデルでタレント。マサの不倫相手。

### 受賞会見関係
久保留亜の「吉田十三賞」受賞会見。
司会者
演 - 竹内心
会見の司会進行をする。
マスコミ関係者
演 - 吉田亮、岡部成司
留亜に質問をする記者。
スタッフ
演 -  木村知貴
茂巳を留亜の控え室に案内する。

### その他
パチンコ店の女性
演 - 中尾有伽
茂巳の隣でパチンコをする。留亜に呼ばれ、店を出る茂巳に大量の玉を譲られる。
カフェのスタッフ
演 - 詩野
女性スタッフ。茂巳と優二の接客をする。
滝田みずうみ
演 - 大河内健太郎
茂巳が乗車したタクシーの運転手。自称「面白のたっちゃん」。
茂巳にパチンコや競馬について饒舌に語る。

## スタッフ
- 監督・脚本 -今泉力哉
- 音楽 - 池永正二
- 主題歌 - スカート「窓辺にて」（ポニーキャニオン / IRORI Records）[8]
- 製作 - 和田佳恵、飯島三智、太田和宏
- プロデューサー - 蓮見智威、三好保洋
- 共同プロデューサー - 沢村敏
- ラインプロデューサー - 宮下昇
- 撮影 - 四宮秀俊
- 照明 - 秋山恵二郎
- 美術 - 中村哲太郎
- 録音 - 弥栄裕樹
- 整音 - 山本タカアキ
- 音響効果 - 井上奈津子
- 編集 - 相良直一郎
- スタイリスト - 馬場恭子
- ヘアメイク - 新井はるか、金田順子
- 助監督 - 八神隆治
- 制作担当 - 大川伸介
- 配給 - 東京テアトル
- 制作プロダクション - Compass、さざなみ
- 製作幹事 - テレビ東京、ロータス・ワイズ・パートナーズ
- 製作 -「窓辺にて」製作委員会（テレビ東京、CULEN、東京テアトル、ロータス・ワイズ・パートナーズ）

## 受賞歴
- 第35回東京国際映画祭 観客賞[9]
- 2022年 岐阜新聞映画部ベスト・テン 主演男優賞（稲垣吾郎）[10]
- 第96回キネマ旬報ベストテン 読者選出日本映画ベスト・テン 第3位